# Johan Åkerman (företagsledare)
S. Johan Åkerman, född 19 september 1925 i Lund, död 27 mars 1998, var en svensk ekonom och företagsledare.
Johan Åkerman var son till professorn i nationalekonomi Gustaf Åkerman, tog 1946 examen från Handelshögskolan i Stockholm, och blev 1953 ekonomie licentiat. Han anställdes 1947 vid Stockholms enskilda bank, 1953 vid Världsbanken i Washington, D.C., och 1955 vid Electro-Invest i Stockholm. Han var därefter verksam vid Grängesbergsbolaget 1960-1977; blev 1960 direktörsassistent vid bolagets Liberiaavdelning, 1963 ekonomi- och finansdirektör, 1966 chef för Oxelösunds järnverk, 1969 chef för malm- och stålrörelsen, och var 1971-1977 VD för Gränges AB. Han var därefter utredningsman vid Industridepartementet 1977-1978, styrelseordförande i olika dotterbolag till Statsföretag 1978-1981, finansdirektör vid Statsföretag 1981-1983 och direktör vid Svenska Handelsbanken 1983-1985.
Åkerman var kommunalpolitiskt aktiv inom Folkpartiet.